# ＃居酒屋新幹線
『#居酒屋新幹線』（いざかやしんかんせん）は、日本のテレビドラマ。主演は眞島秀和。
シーズン1
2021年12月15日（14日深夜）から2022年2月9日（8日深夜）まで、毎日放送制作の「ドラマイズム」枠で8話まで放送され、地上波で放送されなかった9話から12話を含む全12話が完全版としてCS放送のチャンネル銀河で2022年2月5日から2月26日に放送された。
2023年1月12日から3月30日までBS-TBSの『木曜ドラマ23』枠で放送された。
シーズン2
2024年1月10日（9日深夜）から2月28日（27日深夜）まで、ドラマイズム枠にて8話まで放送された。シーズン1同様、地上波では放送されなかった9話から12話までを含む全12話を完全版として、2024年2月10日から3月16日までチャンネル銀河にて放送した。
本稿では便宜上、第1作をS1、シーズン2をS2の略称で表記する。

## 概要
出張先で見つけたご当地グルメや地酒をテイクアウトし、帰りの新幹線車内でそれらを堪能するひとりの会社員の姿を描く。その内容は駅弁、郷土料理、地酒、クラフトビール、スイーツなど多岐にわたる。なお、放送内で取り上げた食品や酒類は入手可能な実在のものであり、公式サイトに商品販売先情報が記載されている。

シーズン1は東北新幹線沿線、東北地方への出張をメインとしたエピソード全12話で構成されている。撮影はジェイアール東日本企画の全面協力のもと行われた。特に飲食シーンは、実際に運行している車内で行うことは難しいため、新幹線E5系と同じ内装・備品を模した「動かぬ車両」が置かれている場所で撮影された。なお、一般公開はされておらず、また、撮影等に使用されるのは本作が初めてだという。
第12回「衛星放送協会オリジナル番組アワード」番組部門（ジャンル：ミニ番組）、編成企画部門、番宣部門の3部門で最優秀賞を受賞。
シーズン2では北陸新幹線と上越新幹線の沿線が舞台となっている。

## あらすじ
高宮進は損保会社の内部監査室に勤務する会社員である。内部監査人という職務の性質上、他部署から快く思われないこともあり、ストレスも多い。しかも昨今は経費削減のため泊りがけの出張はほぼ無く、日帰り出張を余儀なくされるなか全国を飛び回っている。日々多忙な高宮であるが、ささやかな楽しみを持っている。それは、出張先で見つけたご当地グルメや地酒などを購入して、帰りの新幹線で舌鼓を打つことであった。東京に着くまでの数時間、高宮の座席テーブルはひととき「居酒屋」になる。

## キャスト

### 主要人物
高宮進
演 - 眞島秀和
いぶき損保内部監査室に勤務するサラリーマン。仕事柄出張が多いため、妻とふたりの娘とはLINEで日々のコミュニケーションを図っている。
出張先で見繕ったご当地グルメと酒を帰京する新幹線車内で堪能することを密かな楽しみにしている。料理をセレクトして提供する「店主」も、それを味わう「客」も自分ひとりであるが、そのシチュエーションを居酒屋に見立てている。東京駅に到着するまでの僅か数時間を充実させるために、ランチョンマット、箸置き、箸、スプーン、グラス、コースター、栓抜きに至るまでテーブルウェア一式を携帯セットにしてバッグに忍ばせている。
Twitter（シーズン2ではX（旧Twitter））に「ススム@出張中」というアカウントを取得しており、『本日は、○○（地名）出張。今宵も居酒屋新幹線、開店です。＃居酒屋新幹線』とお約束の決まり文句と共にテーブルセッティングした様子、味の感想などを投稿している。リプライ（reply）をくれたフォロワーと会話を交わすことも楽しみのひとつになっている。
高宮まり
声 - 星野真里（友情出演）
進の妻。進とは大学時代からの交際を経て結婚した。
高宮日菜
声 - 石井心寧
高宮家の長女。13歳。バスケ部に所属している。
高宮咲
声 - 川端夏奈
高宮家の次女。10歳。バレエを習っている。

### 「ススム@出張中」フォロワー
かりそめ部長
演 - 松尾魂（百獣マダム）
幅広い知識や蘊蓄をリプライしている。
納豆巻き@低空飛行中
演 - 金澤TKCファクトリー
鉄道ファンで車両などに詳しい。
タベルーノ・りーたん
演 - 栗林さみ
グルメ情報に精通し、全国に出没している。
にともえ
演 - 田中めぐみ
美味しいものに興味津々の女子。
くま
演 - 杉本琢弥（シーズン2：5話、6話）※特別出演

### ゲスト（シーズン1）

#### 第1話（シーズン1）
横山しのぶ
演 - 新山千春
青森魚菜センター店員。接客している時は敢えて津軽弁を強調して話し、青森らしさを演出している。

#### 第3話（シーズン1）
和屋店主・千石
演 - 大石吾朗
「銘酒 和屋」の店主。取り扱っている酒類の味わいはもとより、その背景も含めて丁寧に商品説明をしてくれた。

#### 第7話（シーズン1）
八溝哲也
演 - 水間ロン
「島崎酒造 どうくつ酒蔵」の従業員。見学に来た進を案内する。

#### 第8話（シーズン1）
吉良みちこ
演 - 坂井真紀
蕪島浜辺の近くでスナックを営むママ。急遽決まった出張だったため肴の情報がなく困っていた進の様子に声をかけ、半ば強引に八食センターまで案内して次々と仕込みのアドバイスをした。誘惑するかのような思わせぶりな言葉を口にしたため、進は少々戸惑った。

#### 第9話（シーズン1）
鴫原京子
演 - 優希美青
いぶき損保福島支店の社員。福島グルメを謙遜しつつも、オススメの肴を次々と勧めた。

#### 第10話（シーズン1）
師匠
演 - モロ師岡
数年前に進が出会った初老の男性。進は師匠のやっていた「居酒屋新幹線」を真似、現在に至っている。

#### 第12話（シーズン1）
高屋
演 - 田中要次
タクシー運転手。美味しい肴の情報を尋ねた進に、地元ならではの店舗を教えて案内してくれた。
※各話エキストラには各地元の劇団員が多く起用されている。

### ゲスト（シーズン2）

#### 第1話（シーズン2）
高橋
演 - 草川拓弥（超特急）
いぶき損害保険金沢支店経理部所属の社員。監査に訪れる進がいつも慌ただしく帰路につくことが以前から気になっていた。進に金沢の街をゆっくり観光して貰える時間を捻出するため、帳簿を完璧に仕上げておいた。進に社用の電動自転車を貸し出す。

#### 第2話（シーズン2）
志偉（Zhi-wei）
演 - フィガロ・ツェン
眼鏡デザイナー。台湾から単身赴任で来日、鯖江で仕事をしている。グルメであり日本の食文化や郷土料理にも関心を持っている。進に道を尋ねたことが縁で、一緒に買い物をする。流暢な日本語で話せるため日常会話には困らない。

#### 第3話（シーズン2）
焼きおやき店 店員
演 - 市川九團次
信州の郷土料理を店内の囲炉裏でもてなす店の店員。焼きたての香ばしいおやきを進に提供した。

#### 第5話（シーズン2）
志偉（Zhi-wei）
演 - フィガロ・ツェン
第2話「敦賀」で出会った男性。休日を利用して福井県の美味しいもの巡りにやってきた。進と偶然再会する。意気投合して話も弾み、X（旧Twitter）を相互フォローした。

#### 第7話（シーズン2）
枝野ひかり
演 - 戸田菜穂
進が仕込みのために小松市内の店を巡る先々で鉢合わせした女性。毎年同じ時期に小松を訪れ、特別な思い出を懐かしんでいるという愁いを帯びた謎めく言葉を残した。

#### 第8話（シーズン2）
酒屋の店主
演 - 嶋田久作
港町・岩瀬地区の酒店店主。
師匠
演 - モロ師岡（回想シーン）

#### 第10話（シーズン2）
山崎
演 - 岡安章介（ななめ45°）
射水支店社員。

## 放送日程

### シーズン1
地上波では、第1話 - 第8話まで放送。第9話 - 第12話（最終話）まで4話を追加した完全版をチャンネル銀河が放送。
| 話数   | 放送日         | サブタイトル                                                        | 脚本       | 監督       |
| ------ | -------------- | ------------------------------------------------------------------- | ---------- | ---------- |
| 第1話  | 2021年12月15日 | 新青森編 身も心も疲れた出張帰り…だが、宴の仕込みは怠るべからず      | 木田紀生   | 吉野主     |
| 第2話  | 12月22日       | 仙台・伊達政宗編 “戦国一のグルメ武将”伊達政宗に呼ばれた不思議な一席 | 横幕智裕   | 芝﨑弘記   |
| 第3話  | 2022年01月05日 | 古川編 落ち込んだ夜、酒と肴に励まされることもある                   | 阿相クミコ | 吉野主     |
| 第4話  | 01月12日       | 宇都宮・餃子編 食のマリアージュに、妻とのマリアージュを思う         | 阿相クミコ | 芝﨑弘記   |
| 第5話  | 1月19日        | 郡山編 老舗か新興か。悩んだら、両方買えばいい                       | 黒沢久子   | 芝﨑弘記   |
| 第6話  | 1月26日        | 仙台・デパート編 この10年、そして次の10年に想いを馳せる             | 横幕智裕   | 芝﨑弘記   |
| 第7話  | 2月02日        | 宇都宮・古酒編 古酒とスイーツ。妻の知らない小さな冒険へ…            | 阿相クミコ | 芝﨑弘記   |
| 第8話  | 2月09日        | 八戸編 「一杯どう?」もしも、彼女の誘いに乗ったなら                  | 木田紀生   | エダゴウシ |
| 第9話  | 2月19日        | 福島編 美味しいものなんて何もない?“謙遜”の味                        | 黒沢久子   | 芝﨑弘記   |
| 第10話 | 2月26日        | 新青森編 エピソード0 すべての始まり。手羽先一本で人生が変わった     | 木田紀生   | 吉野主     |
| 第11話 | 2月26日        | 盛岡編 夢のグリーン車!?魂で選んだ炭水化物の揃い踏み                 | 黒沢久子   | エダゴウシ |
| 最終話 | 2月26日        | 新花巻編 銀河鉄道で懐かしい味と思い出に浸る夜                       | 木田紀生   | 吉野主     |

### シーズン2
地上波では、第1話 - 第8話まで放送。第9話 - 第12話（最終話）まで4話を追加した完全版をチャンネル銀河が放送。
| 話数   | 放送日        | サブタイトル                                                  | 脚本       | 監督     |
| ------ | ------------- | ------------------------------------------------------------- | ---------- | -------- |
| 第1話  | 2024年1月10日 | 金沢・料亭編 自転車で仕入れたのは、加賀百万石の贅沢グルメ     | 黒沢久子   | 安村栄美 |
| 第2話  | 1月17日       | 敦賀編 仕込みのお供は外国人。居酒屋新幹線も一期一会           | 横幕智裕   | 安村栄美 |
| 第3話  | 1月24日       | 長野編 宴のためなら苦労をいとわず。事前準備は周到に           | 横幕智裕   | 安村栄美 |
| 第4話  | 1月31日       | 長岡編 酒と肴から歴史を知る。長岡花火と米百俵の精神           | 阿相クミコ | 安村栄美 |
| 第5話  | 2月7日        | 福井編 あの人と再会！福井の銘菓に家族の大切さを思う           | 横幕智裕   | 安村栄美 |
| 第6話  | 2月14日       | 上田編 イケオジパパ健在?!真田十勇士に導かれた発酵食           | 黒沢久子   | 宗野賢一 |
| 第7話  | 2月21日       | 小松編 思い出は、酒造りの神様と謎の女性との出会い             | 黒沢久子   | 安村栄美 |
| 第8話  | 2月28日       | 富山編 師匠現る?!立山の雪解け水が育んだ地酒と海の幸           | 木田紀生   | 宗野賢一 |
| 第9話  | 3月9日        | 燕三条編 ものづくりの街で作られた、錫のぐい呑みで一杯         | 阿相クミコ | 安村栄美 |
| 第10話 | 3月9日        | 新高岡編 内川で黄昏気分。魚も肉も酒もなんでもござれ           | 阿相クミコ | 宗野賢一 |
| 第11話 | 3月16日       | 高崎編 初志貫徹！七転び八起き！高崎だるまで縁起担ぎ           | 木田紀生   | 宗野賢一 |
| 最終話 | 3月16日       | 金沢・おでん編 前田利家とまつ。飲めるのは内助の功があってこそ | 木田紀生   | 安村栄美 |

- 第3話は前日放送の火曜ドラマ『Eye Love You』拡大放送（22:00 - 23:12）のため、15分繰り下げられ、1時43分 - 2時13分に放送された。

## スタッフ
- 原作 - 天宮さろん／KADOKAWA／ジェイアール東日本企画
- 製作 - 堀内大示、弓矢政法
- 企画 - 椿宜和、相原勉
- 脚本 - 木田紀生、黒沢久子、阿相クミコ、横幕智裕
- 監督
  - S1 - 芝﨑弘記、吉野主、エダゴウシ
  - S2 - 安村栄美、宗野賢一
- OP主題歌
  - S1 - ReN「Traveling Train」（ワーナーミュージック・ジャパン）
  - S2 - （夜と）SAMPO「プラズマクラシックミュージック」（ワーナーミュージック・ジャパン）[9]
- ED主題歌
  - S1 - オレンジスパイニクラブ「7997」（ワーナーミュージック・ジャパン）
  - S2 - 杉本琢弥「また明日」（ワーナーミュージック・ジャパン）[9]
- プロデューサー - 木之内安代、野澤雪乃、津田悠子、村島亘、橋口一成、大健裕介、平部隆明
- 企画・プロデュース - KADOKAWA、ジェイアール東日本企画
- 制作プロダクション
  - S1 - ホリプロ
  - S2 - ヒューマックスシネマ
- 製作・著作
  - S1 - 「#居酒屋新幹線」製作委員会、毎日放送
  - S2 - 「#居酒屋新幹線2」製作委員会、毎日放送

## ネット局
シーズン1
| 放送期間                                    | 放送時間                     | 放送局         | 対象地域   | 備考                                                                           |
| ------------------------------------------- | ---------------------------- | -------------- | ---------- | ------------------------------------------------------------------------------ |
| 2021年12月15日 - 2022年2月9日               | 水曜 0:58 - 1:28（火曜深夜） | TBSテレビ      | 関東広域圏 | 字幕放送 / 解説放送 初回は1:28 - 1:58に放送                                    |
|                                             | 水曜 0:59 - 1:29（火曜深夜） | 毎日放送       | 近畿広域圏 | 製作局 / 字幕放送 / 解説放送                                                   |
| 2022年2月5日 - 2月26日                      | 土曜 19:30 - 21:00           | チャンネル銀河 | 日本全域   | CS放送 / 3話連続放送 テレビ初放送の第9 - 12話を加えた 全12話を完全版として放送 |
| 2022年2月7日 - 5月9日                       | 月曜 15:25 - 15:55           | 青森テレビ     | 青森県     | 字幕放送                                                                       |
| 2022年2月15日 - 4月5日                      | 火曜 1:25 - 1:55（月曜深夜） | RKB毎日放送    | 福岡県     | 字幕放送 / 解説放送                                                            |
| 2023年1月12日 - 3月30日                     | 木曜 23:00 - 23:30           | BS-TBS         | 日本全域   | 『木曜ドラマ23』にて放送。                                                     |
| 毎日放送・TBSテレビでは『ドラマイズム』枠。 |                              |                |            |                                                                                |

シーズン2
| 放送期間                                    | 放送時間                     | 放送局             | 対象地域   | 備考                                                                           |
| ------------------------------------------- | ---------------------------- | ------------------ | ---------- | ------------------------------------------------------------------------------ |
| 2024年1月10日 - 2024年2月28日               | 水曜 0:59 - 1:29（火曜深夜） | 毎日放送           | 近畿広域圏 | 製作局 / 字幕放送 / 解説放送                                                   |
|                                             | 水曜 1:28 - 1:58（火曜深夜） | TBSテレビ          | 関東広域圏 | 字幕放送 / 解説放送                                                            |
| 2024年1月14日 - 2024年3月31日               | 日曜 0:58 - 1:28（土曜深夜） | チューリップテレビ | 富山県     | 字幕放送                                                                       |
| 2024年2月10日 - 3月16日                     | 土曜 19:30 - 21:00           | チャンネル銀河     | 日本全域   | CS放送 / 2話連続放送 テレビ初放送の第9 - 12話を加えた 全12話を完全版として放送 |
| 毎日放送・TBSテレビでは『ドラマイズム』枠。 |                              |                    |            |                                                                                |

## ネット配信
| 配信開始月 | 配信サイト    | 配信料金 | 備考       |
| ---------- | ------------- | -------- | ---------- |
| 2021年12月 | TVer          | 無料     | 見逃し配信 |
| 2021年12月 | Gyao!         | 無料     | 見逃し配信 |
| 2021年12月 | MBS動画イズム | 有料     |            |
| 2021年12月 | U-NEXT        | 有料     |            |
| 2021年12月 | Hulu          | 有料     |            |
| 2021年12月 | Paravi        | 有料     |            |
| 2021年12月 | Rakuten TV    | 有料     |            |
| 2022年3月  | Netflix       | 有料     |            |

## お品書き
シーズン1
| 話数   | 駅                             | お品書き                                                                                           | お品書き                                                                                             | お品書き          |
| 話数   | 駅                             | 酒                                                                                                 | グルメ                                                                                               | スイーツ          |
| ------ | ------------------------------ | -------------------------------------------------------------------------------------------------- | --- | ----------------- |
| 第1話  | 新青森 （青森県）              | 菊乃井 特別純米酒（300ml） じょっぱり（カップ酒）                                                  | にしん切込 ミズの煮物 若生おにぎり 生姜味噌おでん ねぶた漬                                           | -                 |
| 第2話  | 仙台・伊達政宗編 （宮城県）    | 仙臺驛政宗 仙台駅限定（300ml）                                                                     | お豆腐揚かまぼこ むう 笹巻きえんがわずし クリームチーズの仙臺みそ漬                                  | 支倉焼            |
| 第3話  | 古川 （宮城県）                | 宮寒梅 純米大吟醸（720ml） ささ結 純米大吟醸（720ml）                                              | くるみ入りしそ巻き（辛口） ローストスペアリブ 凍みっぱなし丼                                         | Kuraジェラート    |
| 第4話  | 宇都宮・餃子編 （栃木県）      | 餃子浪漫（クラフトビール330ml） 蜂蜜酒（250ml）                                                    | 焼餃子（もちっと餃子） 元祖かぶと揚げ                                                                | サクレレモン      |
| 第5話  | 郡山 （福島県）                | 箕輪門 生酛純米大吟醸（720ml）                                                                     | 郡山こいフライ 炭焼き銀鮭おむすび 味ごはんおにぎり きんぴら 鶏のから揚げ                             | クリームボックス  |
| 第6話  | 仙台・デパート編 （宮城県）    | 秋保クラフトシードル（330ml）                                                                      | 定義の三角油げ（炊き合せ） 仙台牛ステーキ丼・無添加仙台牛コンビーフ〈付け合わせ〉（弁当）            | 喜久福            |
| 第7話  | 宇都宮・古酒編 （栃木県）      | 熟露枯 大吟醸 5年熟成（300ml）                                                                     | 鮎の塩焼き 岩下の新生姜とりめし（弁当）                                                              | 燻×羹（燻製羊羹） |
| 第8話  | 八戸 （青森県）                | 陸奥男山 超辛純米（300ml）                                                                         | イカの塩辛 たこの白子（刺身） ホタテの串焼き 虎鯖の棒すし                                            | -                 |
| 第9話  | 福島 （福島県）                | 金水晶酒 純米吟醸（300ml）                                                                         | いかにんじん ラジウム玉子 かつ丼 円盤餃子〈支店社員が食べていたもの〉                                | -                 |
| 第10話 | 新青森・エピソード0 （青森県） | 豊盃 特別純米酒（300ml） 青森エール（クラフトビール、330ml）                                       | イカとキャベツの飯ずし 元祖コムラのなんばんみそ（辛口） 手羽先揚げ 玉子やきそば                      | -                 |
| 第11話 | 盛岡 （岩手県）                | ゆずサイダー（300ml） 平井六右衛門 遊山（720ml）                                                   | 福田パン（コンビーフとレンコンしめじのハーフ＆ハーフ） 瓶ドン〈白飯とともに〉 お茶もち（くるみ醤油） | -                 |
| 最終話 | 新花巻 （岩手県）              | フレッシュホップイブキIPA（330ml） 五月長根リースリング・リオン（360ml） コーヒースタウト（330ml） | 白金豚ジャーキー 花巻バーガー ナポリかつ 手作りプリン                                                | -                 |

シーズン2
| 話数   | 駅                       | お品書き                                                                                        | お品書き | お品書き                                               |
| 話数   | 駅                       | 酒                                                                                              | グルメ | スイーツ                                               |
| ------ | ------------------------ | ----------------------------------------------------------------------------------------------- | --- | ------------------------------------------------------ |
| 第1話  | 金沢 （石川県）          | 加賀棒茶スタウト（クラフトビール、330ml） KISS of FIRE 純米大吟醸（270ml）                      | NoKA こんか漬け（たらこ / さば燻製） 旬華旬彩（弁当） | 地の香                                                 |
| 第2話  | 敦賀（福井県）           | 敦賀東浦みかん914ビール（クラフトビール、310ml） 黒龍 貴醸酒（720ml）                           | フジバーグ 浜焼きさば 元祖鯛鮨 わさび昆布 | 皮ようかん                                             |
| 第3話  | 長野（長野県）           | 松代エール カイヅ（クラフトビール、330ml） いいづなアップルブランデー ふじ＆高坂りんご（245ml） | 焼きおやき（野沢菜/あずき） おばんざいセット（豚ロース味噌漬け、善光寺しょうゆ豆、白うり粕漬け） | 市田柿ミルフィーユ〈バターサンド〉                     |
| 第4話  | 長岡（新潟県）           | HEISEI BREWING 臥龍長生（クラフトビール、330ml） 吟醸 極上吉乃川（300ml）                       | ニイガタビーフジャーキー 鮭の焼漬け のっぺ 菊とかぶの酢漬 長岡赤飯 | -                                                      |
| 第5話  | 福井（福井県）           | 常山 純米辛口 超（300ml） 若狭梅酒（200ml）                                                     | 越前仕立て汐うに（焼物容器入10g） へしこのおにぎり 小鯛ささ漬（半樽） たくわん煮 | 羽二重餅                                               |
| 第6話  | 上田（長野県）           | 信州亀齢 金紋錦 蔵元限定 純米吟醸 生酒（720ml）                                                 | ゆず味噌 自家製鶏ハム カンパーニュ あゆ天重弁当 | 志゛まんやき                                           |
| 第7話  | 小松（石川県）           | 本醸造 無濾過生原酒（720ml）                                                                    | 白山堅とうふ醸し漬 山椒昆布 しその実佃煮 かに甲羅揚げ | 農家まりちゃんのベジフルたい焼き〈小松産トマト（餡）〉 |
| 第8話  | 富山（富山県）           | 曳山BLACK（クラフトビール、350ml） 純米大吟醸 満寿泉（180ml）                                   | 白えび天ぷら ほたるいか粕漬 かじきの昆布〆 特選ますのすし（小丸） | -                                                      |
| 第9話  | 燕三条（新潟県）         | ル レクチェのお酒（180ml） 吟醸 越後五十嵐川（300ml）                                           | 前菜盛り合わせ（イタリアン：黒トリュフと鶏肉と豚レバーのパテ、黒トリュフの入ったポテトサラダ、エビとホタテのイタリアンマリネ、季節野菜のカポナータ、新潟県産柿と生ハム、紫キャベツのラペ） 越乃鶏釜飯 栃尾の油揚げ | 白銀サンタ                                             |
| 第10話 | 新高岡（富山県）         | 宇奈月ビール・ライスエール「ぷれみあむ」（350ml） 特別純米酒 蝦乃友（180ml）                    | べっこう ぶり大根 べっ嬪さくらます うらら はべん（スモーク） 甘えびのしおから 氷見牛ステーキ弁当 | 高岡ラムネ（宝尽くし/花尽くし）                        |
| 第11話 | 高崎（群馬県）           | 若松町ピルスナー（クラフトビール、※量り売り） 大盃 特別純米酒（180ml）                          | 鳥串（ネギもも、鳥皮、レバー） 新しょうが漬 だるま弁当 | -                                                      |
| 最終話 | 金沢・おでん編（石川県） | 奥能登ビール ピルスナー（330ml） 加賀鶴「純米酒 上撰」（カップ酒、180ml）                       | 金城かぶら寿し のどぐろの塩焼き 金澤おでん 牛すじ煮込み〈金箔七味を添えて〉 | -                                                      |

## 受賞歴
- 第12回「衛星放送協会オリジナル番組アワード」
  - 番組部門（ジャンル：ミニ番組）
  - 編成企画部門
  - 番宣部門

上記3部門、最優秀賞

## 配信イベント
- 眞島秀和 生出演 最終回直前 MBS/TBSドラマ「#居酒屋新幹線」ニコ生出張編」（2022年1月31日、ニコニコ生放送）

高宮役の眞島が生出演したオンラインイベントがニコニコ生放送にて催された（有料配信）。番組進行は星野卓也。

今まで放送された内容から出題されるクイズコーナーや眞島が視聴者に電話をする企画など、およそ90分に渡り配信された。
- 眞島秀和 生出演 最終回直前 MBS/TBSドラマ「#居酒屋新幹線2」ニコ生出張編【ゲスト 杉本琢弥 / MC 岡安章介】（2024年2月21日、ニコニコ生放送）[18]

## 漫画
本作のコミカライズがドラマの放送中に公式Twitterにて公開された。2022年8月12日発売の『月刊コミックジーン』（KADOKAWA）にも、コミカライズが特別掲載された。漫画は夏見こまが担当。
- 天宮さろん / KADOKAWA / ジェイアール東日本企画（原作）・夏見こま（漫画）『＃居酒屋新幹線』KADOKAWA〈MFコミックス ジーンシリーズ〉、2022年8月26日発売[21][22]、ISBN 978-4-04-681449-4